# Spodoptera venustula
Spodoptera venustula är en fjärilsart som beskrevs av Walker 1865. Spodoptera venustula ingår i släktet Spodoptera och familjen nattflyn. Inga underarter finns listade i Catalogue of Life.